# Бенедикт Ерлінгссон
Бенеди́кт Е́рлігнссон (ісл. Benedikt Erlingsson; 31 травня 1969, Рейк'явік, Ісландія) — ісландський актор, сценарист, театральний та кінорежисер.

## Біографія
У середині 1990-х років Бенедикт Ерлінгссон почав зніматися як актор, зігравши майже 20 ролей у кіно та на телебаченні. 
Після кількох короткометражок у 2013 році Ерлінгссон дебютував як кінорежисер повнометражним фільмом «Про коней і людей» (ісл. Hross í oss), який отримав понад двадцять фестивальних та професійних нагород у всьому світі.
У 2018 році Бенедикт Ерлігнссон зняв копродукційний французько-ісландсько-український фільм «Гірська жінка: на війні», проект якого став переможцем Десятого пітчингу Держкіно України. Світова прем'єра стрічки, в центрі сюжету якої жінка на ім'я Халла, яка таємно веде війну з місцевими виробниками алюмінію, які руйнують природу Ісландії, відбулася на 71-му Каннському міжнародному кінофестивалі, де він брав участь в 57-й конкурсній програмі «Тиждень критики» та отримав там нагороду Консорціуму письменників і композиторів (SACD). Фільм був номінований на премію Європейського парламенту «LUX Prize»| та потрапив до довгого списку номінантів на премію Європейської кіноакадемії 2018 року.

## Фільмографія
Актор
| Рік       |    | Українська назва          | Оригінальна назва       | Роль           |
| --------- | -- | ------------------------- | ----------------------- | -------------- |
| 1995      | ф  | Сльози з каменю           | Tár úr steini           |                |
| 1998      | ф  | Танець                    | Dansinn                 | Олоферн        |
| 2001      | ф  | Сміх чайки                | Mávahlátur              | Гіллі          |
| 2002      | кф | Принцеса, що загубилася   | Litla lirfan ljóta      | оповідач       |
| 2003      | тф |                           | Njálssaga               | Скамкелль      |
| 2004—2006 | с  | Орел: Кримінальна одіссея | Ørnen: En krimi-odyssé  | Flykaptajn     |
| 2006      | ф  | Найголовніший бос         | Direktøren for det hele | Толк           |
| 2007      | кф |                           | Skröltormar             | Ворон          |
| 2007      | с  | Тюремна зміна             | Næturvaktin             | чоловік японки |
| 2007      | тф |                           | Skaup                   |                |
| 2008      | ф  | Літак, те що треба        | Stóra planið            | Снаті          |
| 2009      | тф |                           | Circledrawers           | Моцарт         |
| 2011      | ф  | Ввічливі люди             | Kurteist fólk           | Торгер         |
| 2011      | ф  | Вулкан                    | Eldfjall                | Палмі          |
| 2011      | с  | Кінець світу              | Heimsendir              | Буї            |
| 2016      | тф |                           | Áramótaskaup 2016       | різнобічний    |

Режисер, сценарист та продюсер
| Рік  |     | Назва українською       | Оригінальна назва | Режисер | Сценарист | Продюсер |
| ---- | --- | ----------------------- | ----------------- | ------- | --------- | -------- |
| 2007 | к/м | Спасибі                 | Thanks            | Так     | Так       | Так      |
| 2008 | к/м | Цвях                    | Naglinn           | Так     | Так       | Так      |
| 2013 |     | Про коней і людей       | Hross í oss       | Так     | Так       |          |
| 2015 |     | Усім видовищам видовище | The Show of Shows |         | Так       |          |
| 2018 |     | Гірська жінка: на війні | Kona fer í stríð  | Так     | Так       | Так      |

## Визнання
| Рік                                                                  | Категорія                                                           | Фільм                   | Результат |
| -------------------------------------------------------------------- | ------------------------------------------------------------------- | ----------------------- | --------- |
| Міжнародний кінофестиваль короткометражних фільмів у Клермон-Феррані |                                                                     |                         |           |
| 2009                                                                 | Спеціальна згадка журі                                              | Цвях                    | Перемога  |
| Європейський кінофестиваль в Лез-Арк                                 |                                                                     |                         |           |
| 2013                                                                 | Гран-прі журі                                                       | Про коней і людей       | Перемога  |
| 2013                                                                 | Кришталева стріла                                                   | Про коней і людей       | Номінація |
| Міжнародний кінофестиваль в Ам'єні                                   |                                                                     |                         |           |
| 2013                                                                 | Приз міста Ам'єна                                                   | Про коней і людей       | Перемога  |
| Міжнародний кінофестиваль у Сан-Себастьяні                           |                                                                     |                         |           |
| 2013                                                                 | Приз «Kutxa» найкращому новому режисерові                           | Про коней і людей       | Перемога  |
| Талліннський кінофестиваль «Темні ночі»                              |                                                                     |                         |           |
| 2013                                                                 | Приз «Tridens» за найкращий фільм                                   | Про коней і людей       | Перемога  |
| 2013                                                                 | Приз ФІПРЕССІ                                                       | Про коней і людей       | Перемога  |
| Токійський міжнародний кінофестиваль                                 |                                                                     |                         |           |
| 2013                                                                 | Гран-прі                                                            | Про коней і людей       | Номінація |
| 2013                                                                 | Найкращий новий режисер                                             | Про коней і людей       | Перемога  |
| Міжнародний кінофестиваль у Чикаго                                   |                                                                     |                         |           |
| 2014                                                                 | Приз «Вибір аудиторії»                                              | Про коней і людей       | Номінація |
| Міжнародний кінофестиваль у Сан-Франциско                            |                                                                     |                         |           |
| 2014                                                                 | Приз нових режисерів                                                | Про коней і людей       | Номінація |
| Кінофестиваль Camerimage                                             |                                                                     |                         |           |
| 2014                                                                 | Найкращий режисерський дебют                                        | Про коней і людей       | Номінація |
| Гетеборзький кінофестиваль                                           |                                                                     |                         |           |
| 2014                                                                 | Приз «Дракон» за найкращий скандинавський фільм                     | Про коней і людей       | Номінація |
| 2014                                                                 | Приз ФІПРЕССІ                                                       | Про коней і людей       | Перемога  |
| 2014                                                                 | Приз глядацьких симпатій за найкращий скандинавський фільм          | Про коней і людей       | Перемога  |
| 2016                                                                 | Приз «Дракон» за найкращий скандинавський фільм                     | Усім видовищам видовище | Номінація |
| Премія «Едда»                                                        |                                                                     |                         |           |
| 2014                                                                 | Найкращий режисер року                                              | Про коней і людей       | Номінація |
| 2014                                                                 | Найкращий сценарій року                                             | Про коней і людей       | Номінація |
| Міжнародний кінофестиваль у Тромсе, Норвегія                         |                                                                     |                         |           |
| 2014                                                                 | Приз глядачів за найкращий фільм                                    | Про коней і людей       | Перемога  |
| Кінопремія Північної ради                                            |                                                                     |                         |           |
| 2014                                                                 | Найкращий фільм                                                     | Про коней і людей       | Номінація |
| 2018                                                                 | Найкращий фільм                                                     | Гірська жінка: на війні | Перемога  |
| Загребський кінофестиваль                                            |                                                                     |                         |           |
| 2015                                                                 | Спеціальна згадка                                                   | Про коней і людей       | Перемога  |
| Каннський міжнародний кінофестиваль                                  |                                                                     |                         |           |
| 2018                                                                 | Гран-прі Тижня критиків                                             | Гірська жінка: на війні | Номінація |
| 2018                                                                 | Премія SACD                                                         | Гірська жінка: на війні | Перемога  |
| 2018                                                                 | Приз «Золота залізниця» (Rail d'Or)                                 | Гірська жінка: на війні | Перемога  |
| Міжнародний кінофестиваль у Мельбурні                                |                                                                     |                         |           |
| 2018                                                                 | Приз глядацьких симпатій за найкращий художній фільм                | Гірська жінка: на війні | Номінація |
| Міжнародний кінофестиваль «Корона Карпат»                            |                                                                     |                         |           |
| 2018                                                                 | Гран прі «Корона Карпат»                                            | Гірська жінка: на війні | Перемога  |
| 2018                                                                 | Приз за найкращий сценарій (спільно з Олавюром Егіллем Егільссоном) | Гірська жінка: на війні | Перемога  |
| LUX Prize                                                            |                                                                     |                         |           |
| 2018                                                                 | Найкращий фільм                                                     | Гірська жінка: на війні | Перемога  |
| Премія Української кіноакадемії «Золота дзиґа»                       |                                                                     |                         |           |
| 2019                                                                 | Найкращий фільм                                                     | Гірська жінка: на війні | Номінація |